# Костич, Бранко
Бранко Костич (серб. Бранко Костић, 28 августа 1939 — 20 августа 2020) — югославский политик. С 17 марта 1989 по 23 декабря 1990 — Председатель Президиума СР Черногории. С 16 мая 1991 — член Президиума СФРЮ. С 6 декабря 1991 (а фактически с 3 октября) по 15 июня 1992 исполнял обязанности председателя Президиума. Приверженец Сербско-черногорского унионизма. Состоял в Союзе коммунистов Черногории (с 1990 года — Демократическая партия социалистов Черногории).